# Allianz Field
L'Allianz Field è uno stadio di calcio situato a Saint Paul, in Minnesota. Ospita le partite casalinghe della squadra locale, il Minnesota United. È stato inaugurato il 13 Aprile 2019 nella partita del Minnesota United contro il New York City FC, terminata con il risultato di 3-3. Il primo giocatore a segnare in questo stadio è stato il cubano Osvaldo Alonso del Minnesota United, che ha portato il risultato momentaneamente sull’1-0 per il Minnesota United.

## Storia
Il 23 ottobre 2015 i proprietari del Minnesota Utd annunciarono l'intenzione di costruire uno stadio nell'area di Saint Paul. Il progetto prevedeva una capacità di circa 19.400 spettatori per un costo di 200 milioni di dollari, indicando come termine ultimo dei lavori la primavera del 2019.